# Segaj
Segaj falu Romániában, Erdélyben, Fehér megyében. Közigazgatásilag Alsóvidra községhez tartozik.

## Fekvése
Alsóvidra mellett fekvő település.

## Története
Segaj falu az Erdélyi-középhegységben, egyike az Alsóvidrához tartozó, hegyoldalakon  elszórtan fekvő apró, párházas mócok lakta falvaknak, mely korábban Alsóvidra része volt. 1956 körül vált külön településsé 49 lakossal.
1966-ban 55, 1977-ben 98, 1992-ben 43, a 2002-es népszámláláskor pedig 26 lakosa volt.